# تيموثي كينغ
تيموثي كينغ (بالإنجليزية: Timothy King)‏ هو قاضي بريطاني، ولد في 5 أبريل 1949.